# Salzburger Eisenbahn- und Tramway-Gesellschaft

Eine 1888 ausgegebene Aktie des Unternehmens

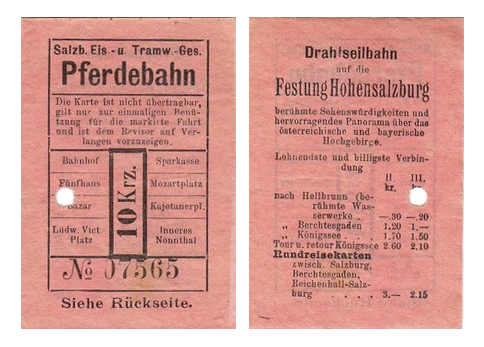
Ein Pferdebahnfahrschein der SETG, auf der Rückseite Reklame für die Festungsbahn

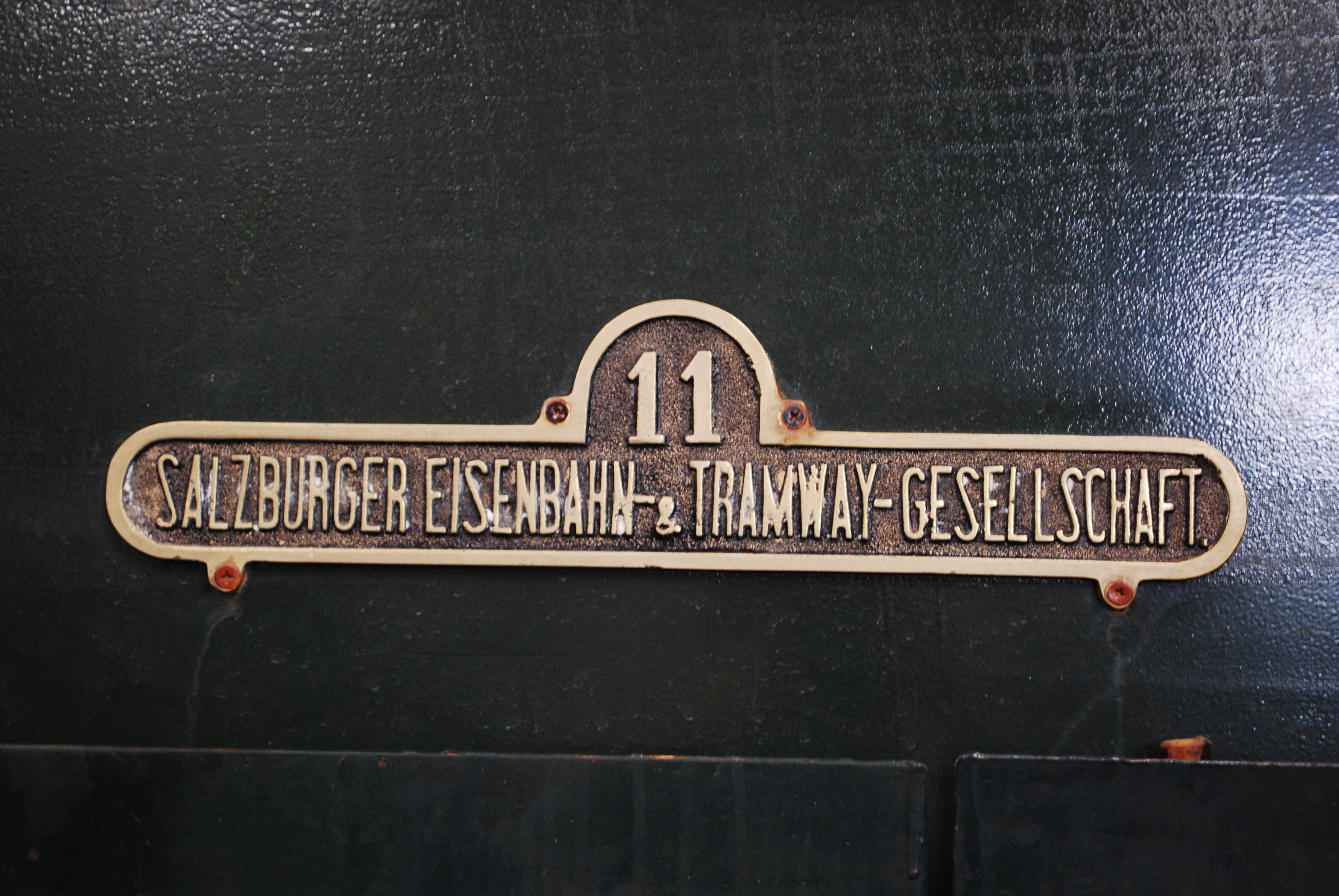
Unternehmensaufschrift an der Lokomotive Nummer 11

Die Salzburger Eisenbahn- und Tramway-Gesellschaft, abgekürzt SETG oder SEuTG, ist eine ehemalige österreichische Bahngesellschaft aus Salzburg. Sie betrieb die Salzburger Lokalbahn genannten Bahnstrecken nach Hangender Stein und nach Lamprechtshausen, die Salzburger Straßenbahn und die Stieglbahn. Sie war ferner Gründerin des Busunternehmens Albus.

## Geschichte
Das Verkehrsunternehmen wurde 1885 von Alexander Werner, dem Direktor der Linzer Tramwaygesellschaft, und dem Zivilingenieur Franz Kreuter als Salzburger Localbahn – abgekürzt SLB – gegründet. Die Konzession für die erste Strecke, die Bahnstrecke von Salzburg nach St. Leonhard-Drachenloch, erteilten die Behörden am 21. April 1885. Nachdem diese Lokalbahn 1886 in Betrieb gegangen war, eröffnete das Unternehmen im Jahr darauf die anfänglich als Pferdebahn betriebene Straßenbahn Salzburg. Am 27. März 1888 wandelte man das Unternehmen in eine Aktiengesellschaft um und wählte die Bezeichnung Salzburger Eisenbahn- und Tramway-Gesellschaft. 1892 errichtete das Unternehmen die Festungsbahn, eine Standseilbahn auf die Hohensalzburg. Bereits 1893 erfolgte die Abgabe an die Straßenbahn Salzburg. Als letzte Strecke folgte die 1896 eröffnete Bahnstrecke Salzburg–Lamprechtshausen.

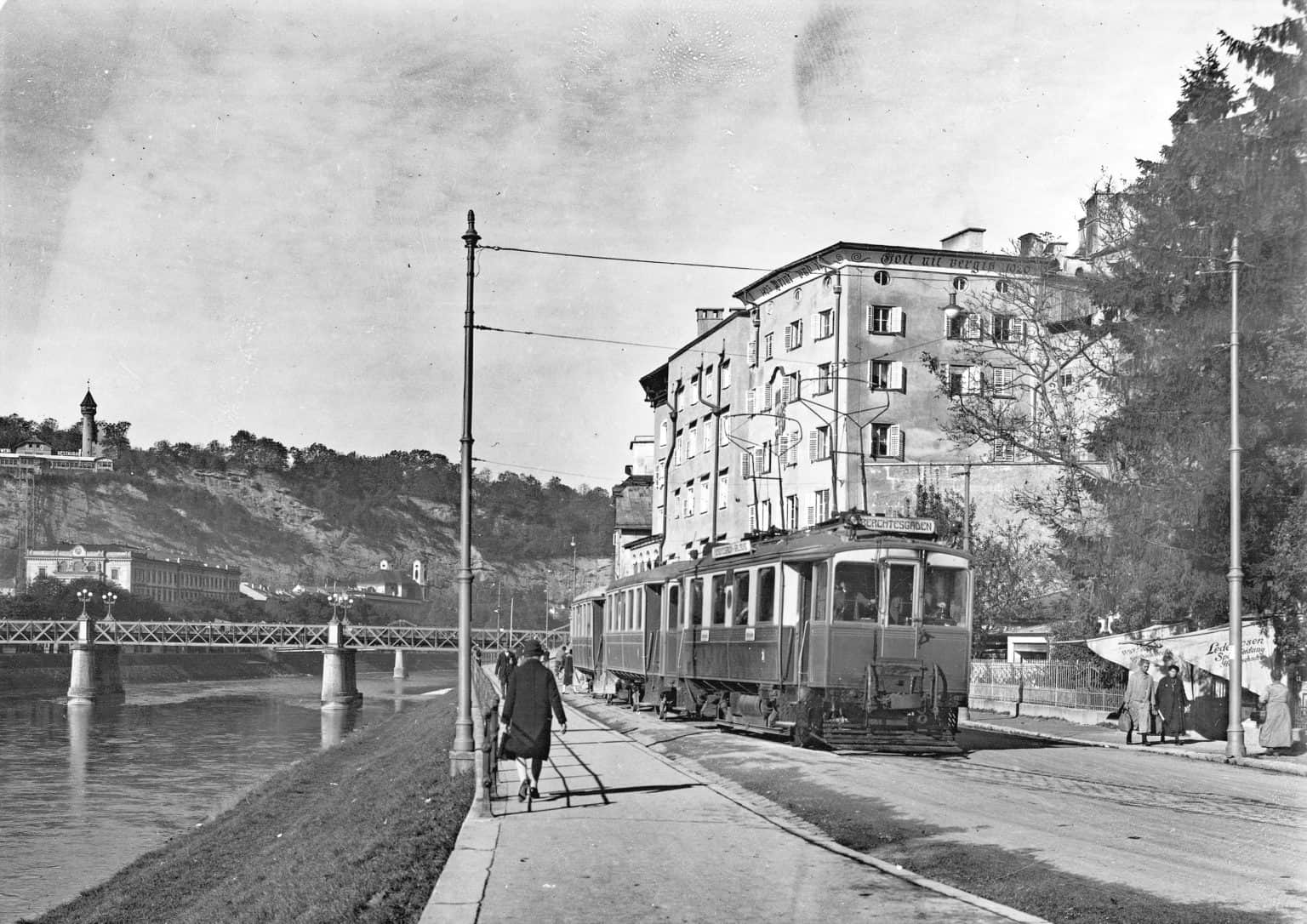
Auf der Imbergstraße direkt neben der Salzach

Ab 1907 kooperierte man grenzüberschreitend mit den Königlich Bayerischen Staatseisenbahnen. SETG-Züge verkehrten auf der anschließenden Bahnstrecke Berchtesgaden–Hangender Stein durchgehend bis ins deutsche Berchtesgaden, im Gegenzug kamen bayerische Züge nach Salzburg. Auch das Personal wurde grenzüberschreitend eingesetzt. Auch die 1909 eröffnete elektrische Straßenbahn in Salzburg wurde von der SETG betrieben, anders als bei der 1908 eingestellten Pferdebahn geschah dies aber im Auftrag der Stadtverwaltung.

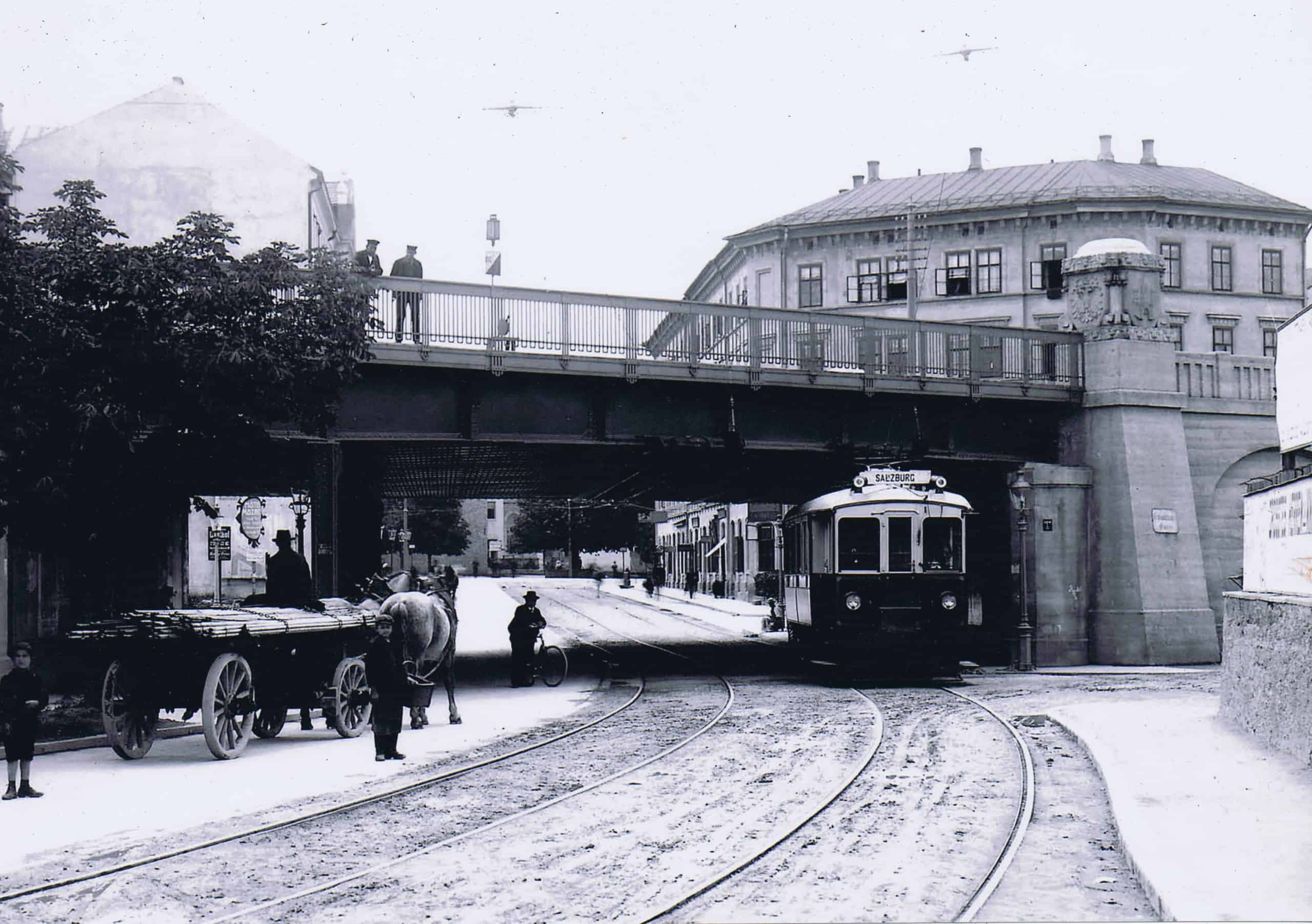
Unter der Brücke der Staatsbahnstrecke Salzburg – München

Ab dem 16. Februar 1919 übernahm die SETG außerdem noch die Betriebsführung auf der an jenem Tag neu eröffneten Stieglbahn, einer Anschlussbahn im Salzburger Stadtgebiet. Deren Bedienung erfolgte pachtweise im Auftrag der Stieglbrauerei zu Salzburg. In der Zwischenkriegszeit bediente man den Busverkehr in Salzburg mit insgesamt 14 Linien durch die Tochtergesellschaft Albus, deren Linie XII auf den Gaisberg führte.
Im Zuge der Stilllegung der Straßenbahn Salzburg eröffnete man 1940 den Oberleitungsbus Salzburg als kommunalen Eigenbetrieb. Die Stadt gründete für den Oberleitungsbusverkehr die Städtischen Verkehrsbetriebe Salzburg.
Zum 1. Jänner 1947 übernahm die Stadt Salzburg das Gesellschaftsvermögen der SETG, die bis dahin in Wien börsennotierten Aktien wurden zum Nennwert eingelöst. Am 15. Juni 1948 wurden schließlich auch die Konzessionen an die Stadt übertragen und bis 2020 verlängert. Zum 1. Oktober 1948 erlosch die Gesellschaft und ging vollständig in den Städtischen Verkehrsbetrieben Salzburg auf. Heutiges Nachfolgeunternehmen ist die Salzburg AG.

## Fahrbetriebsmittel

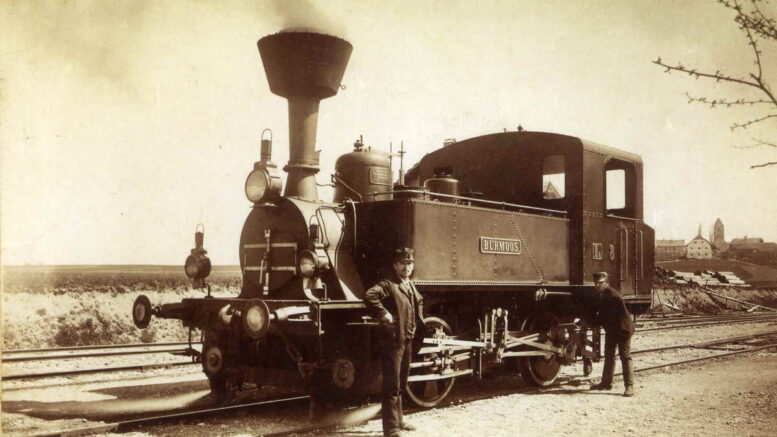
Lok 8 „Bürmoos“ in Lamprechtshausen

### Bilder erhaltener Fahrzeuge

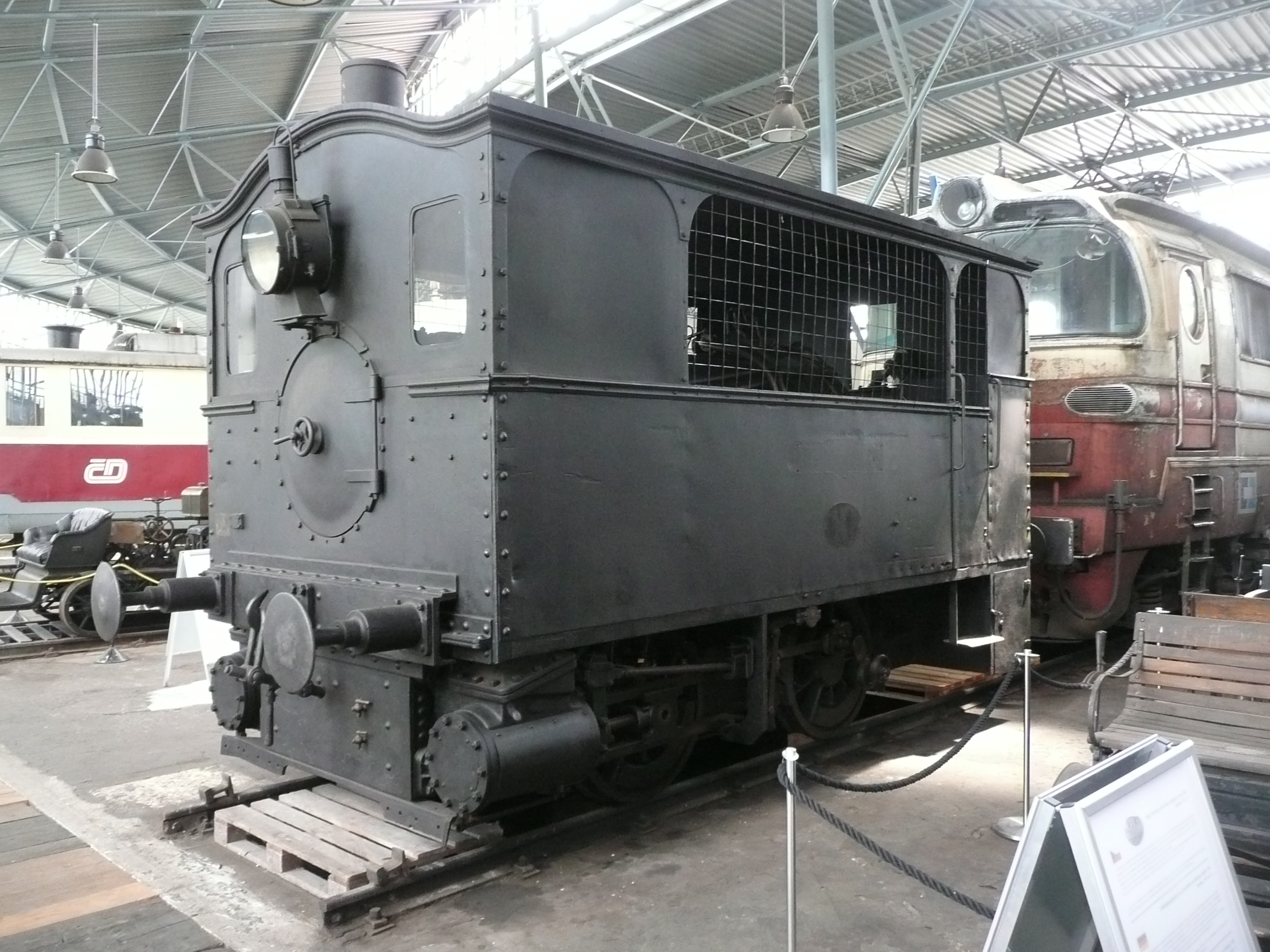
Lok Nr. 6 „Gartenau“ (1887) im Depot Chomutov des NTM
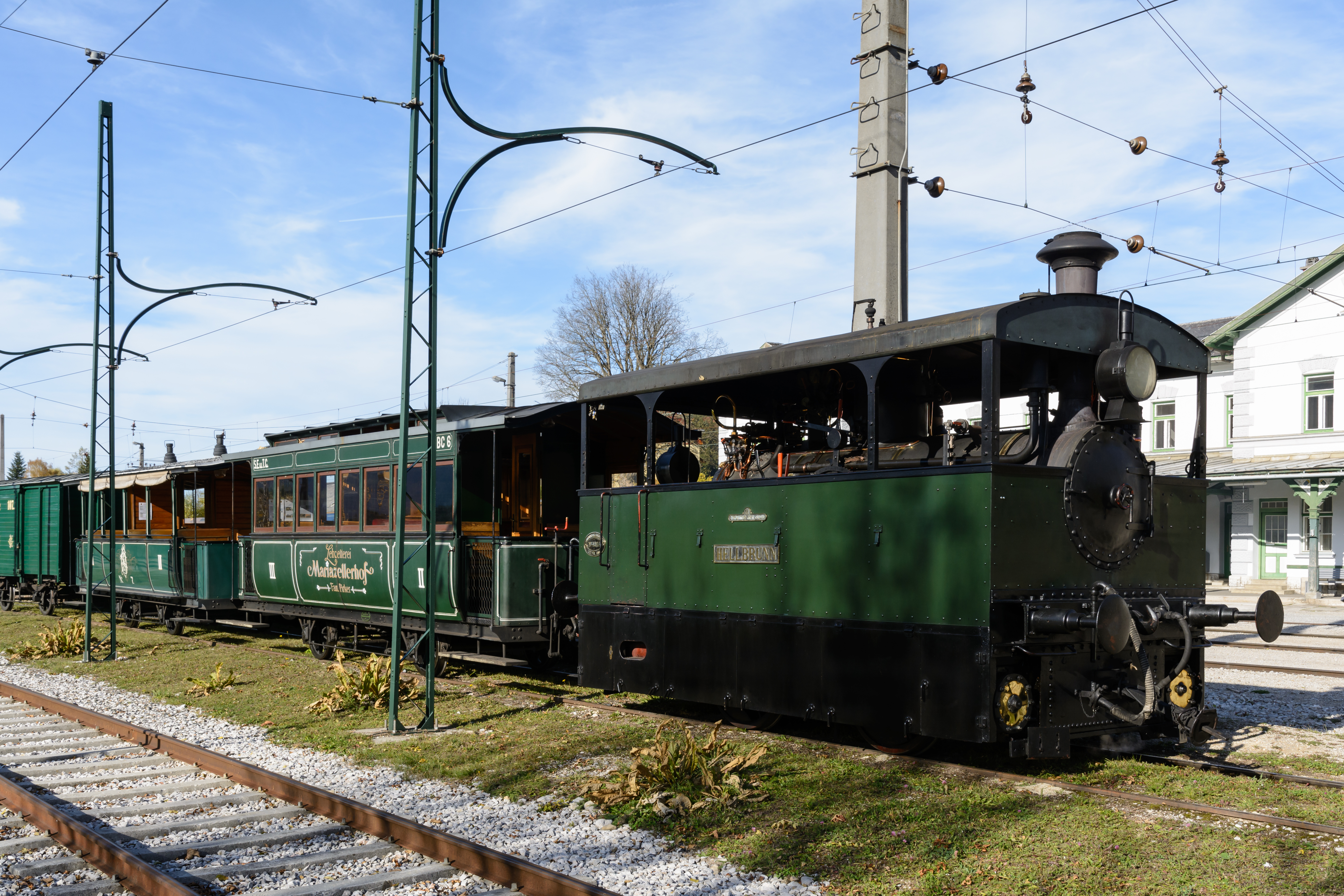
Lok 11 „Hellbrunn“ (1902) mit Salzburger Personenwagen in Mariazell
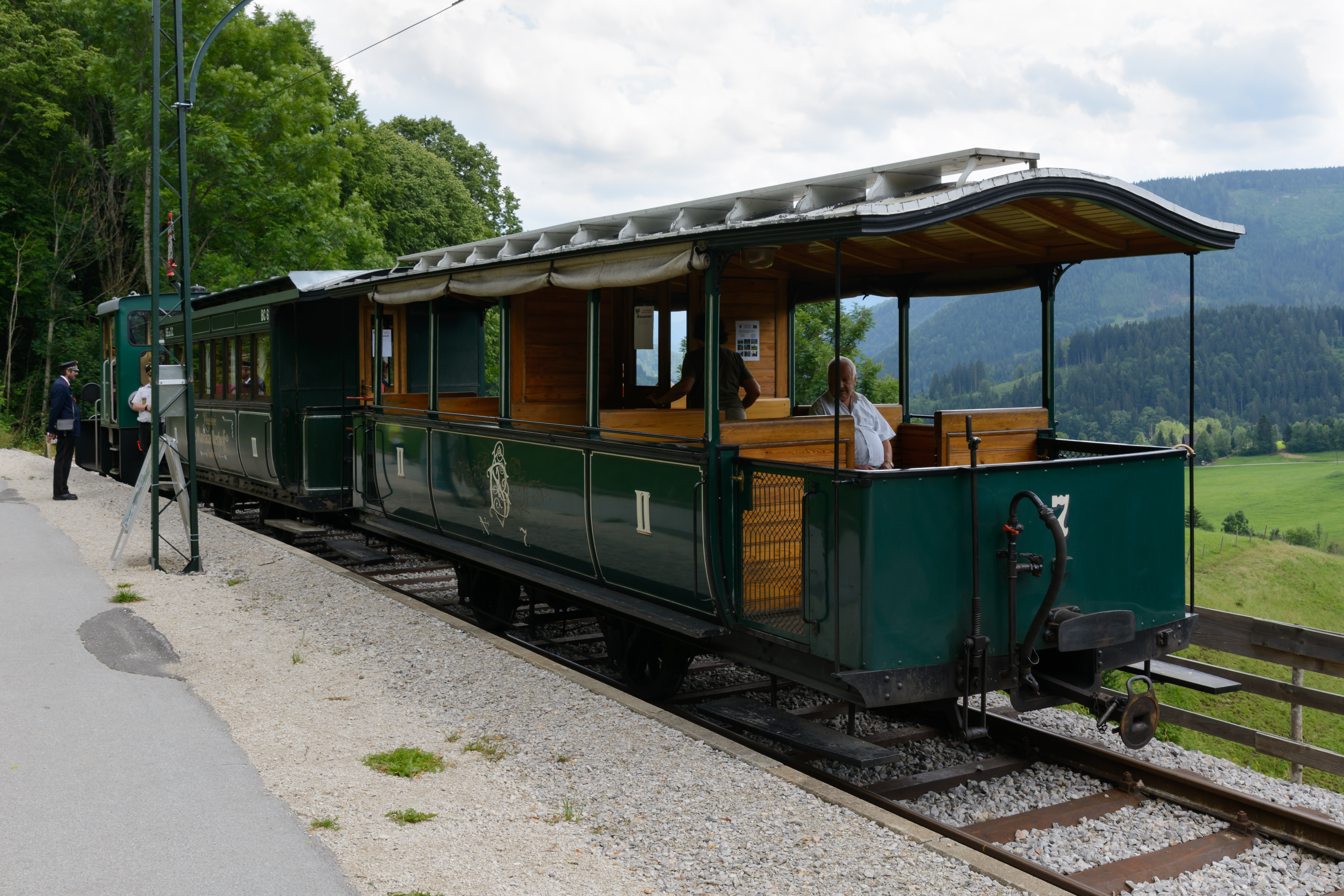
Sommerwagen C7 (1886) in Mariazell
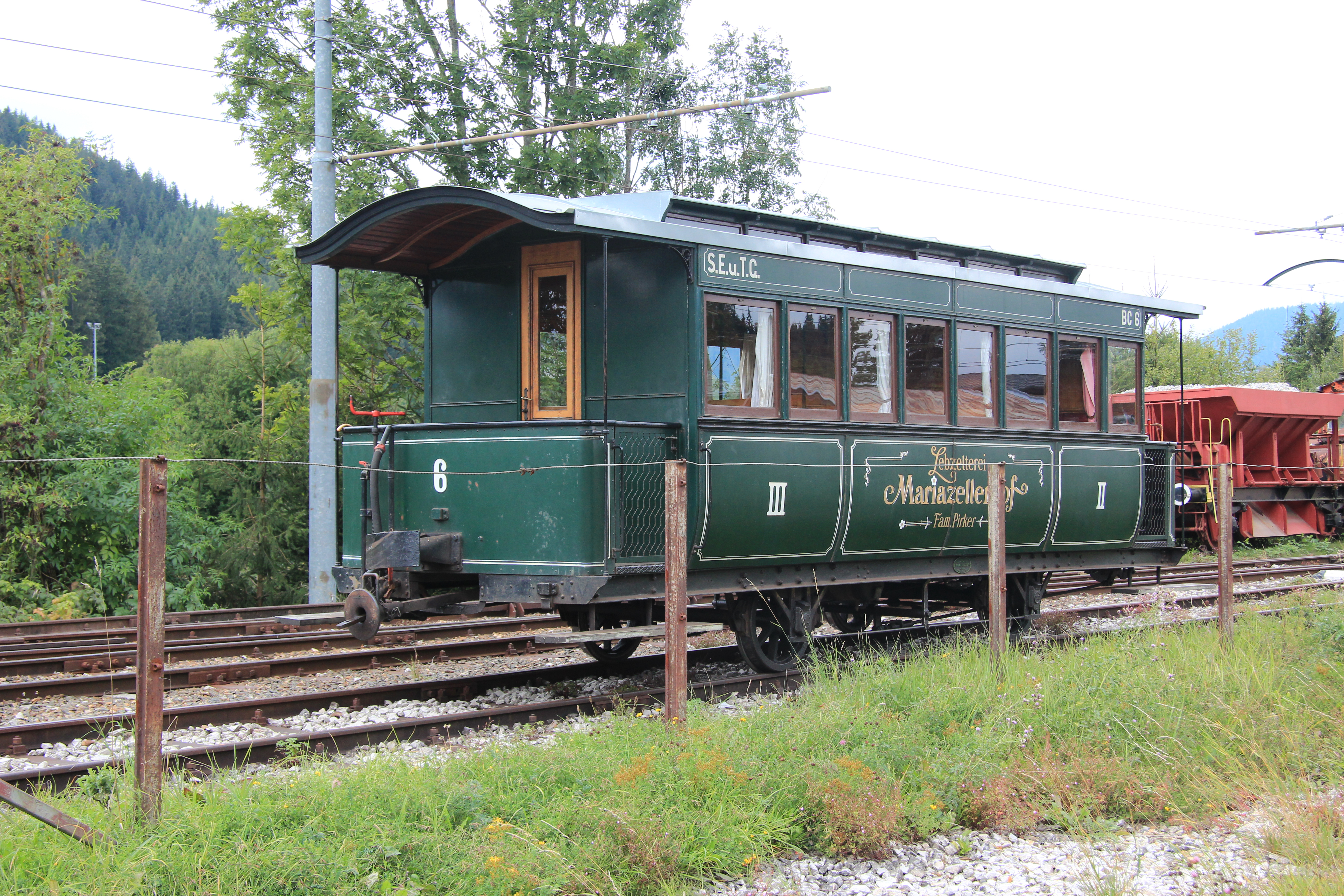
Dampftramway-Beiwagen BC 6 (1895) in Mariazell
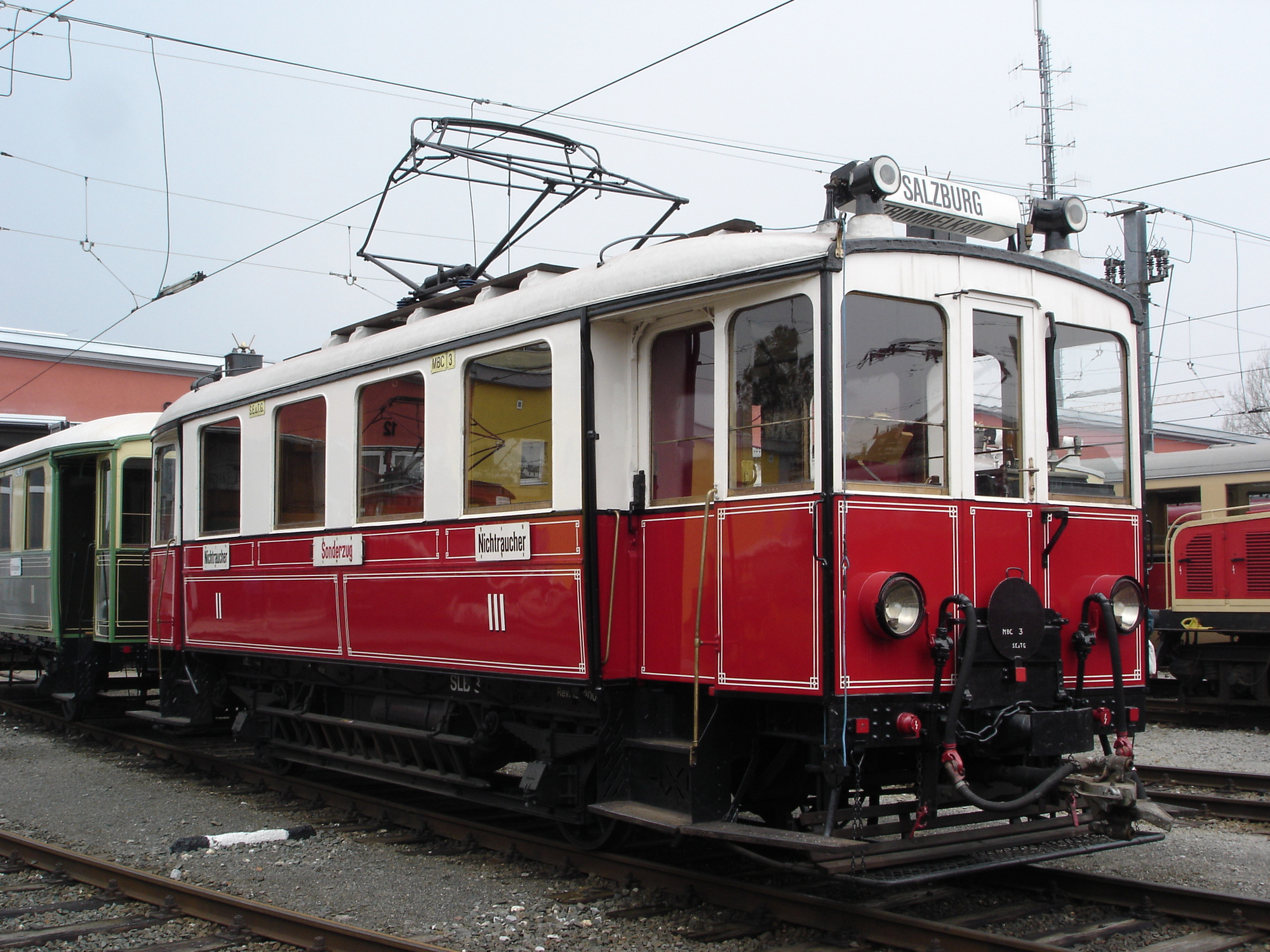
Triebwagen MBC 3 (1907) in der Remise Itzling
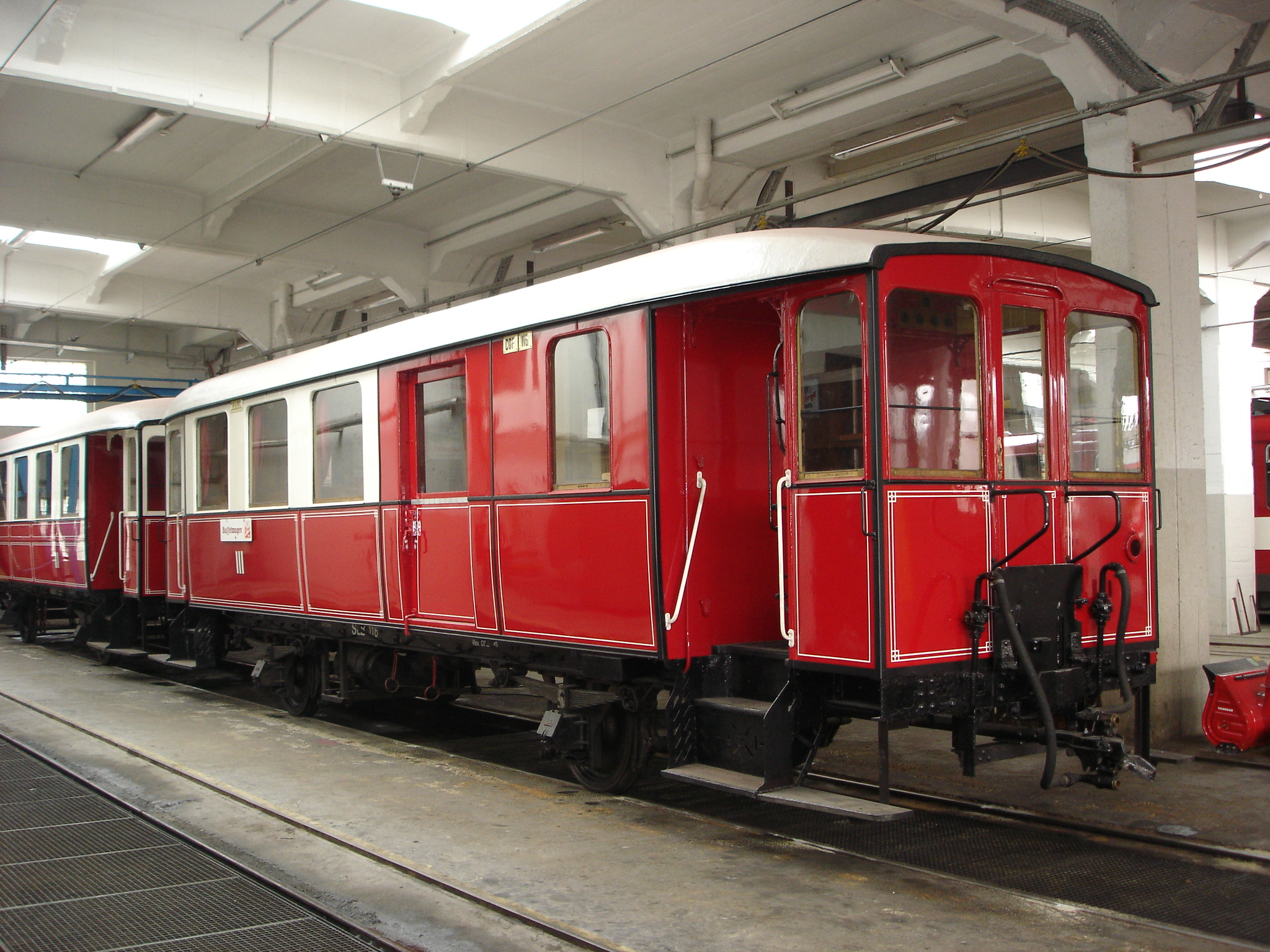
Beiwagen für elektrischen Betrieb (1907–1911)
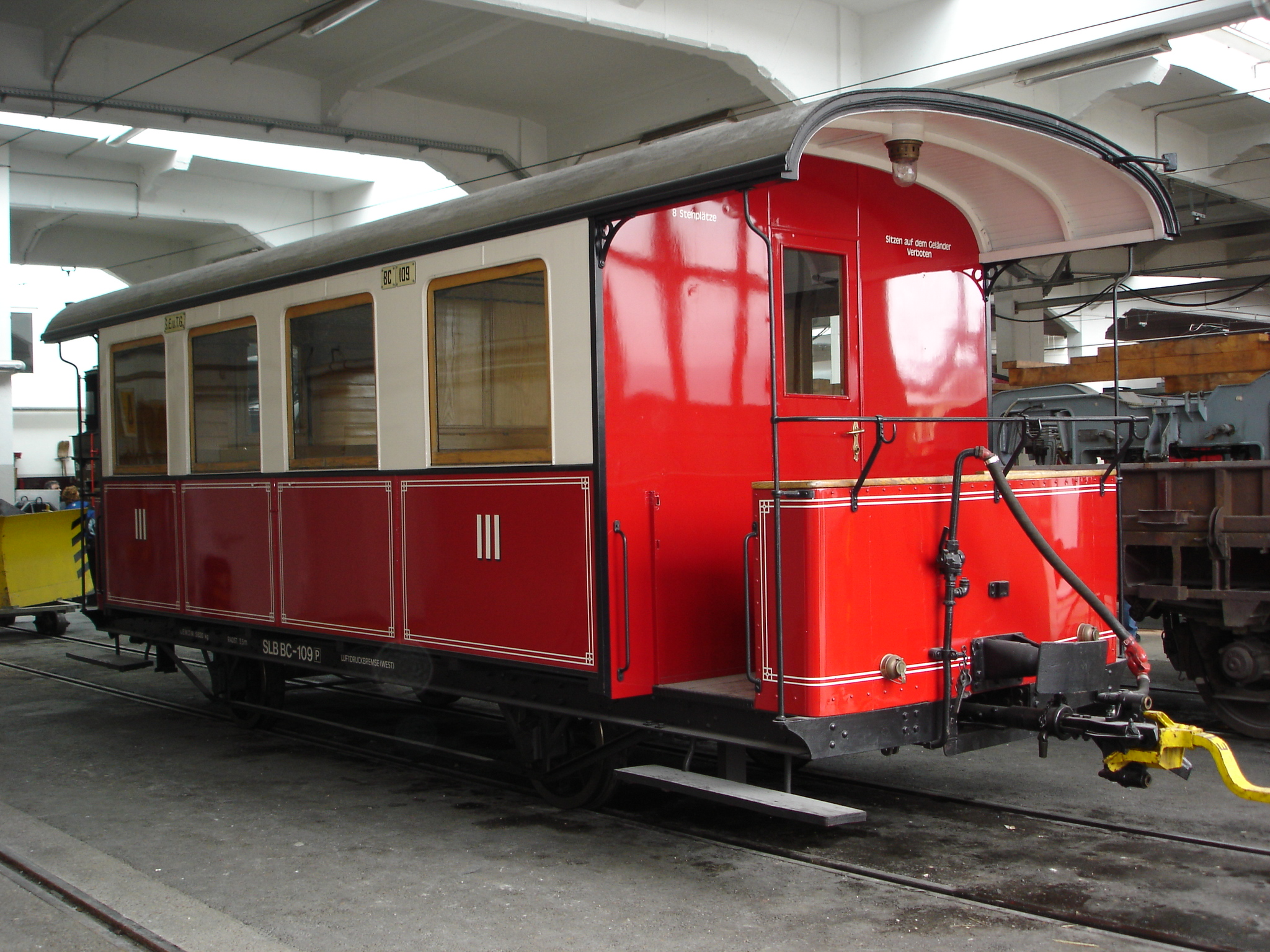
Beiwagen BC 109 (1886/UB 1908), ehemals Dampftramway
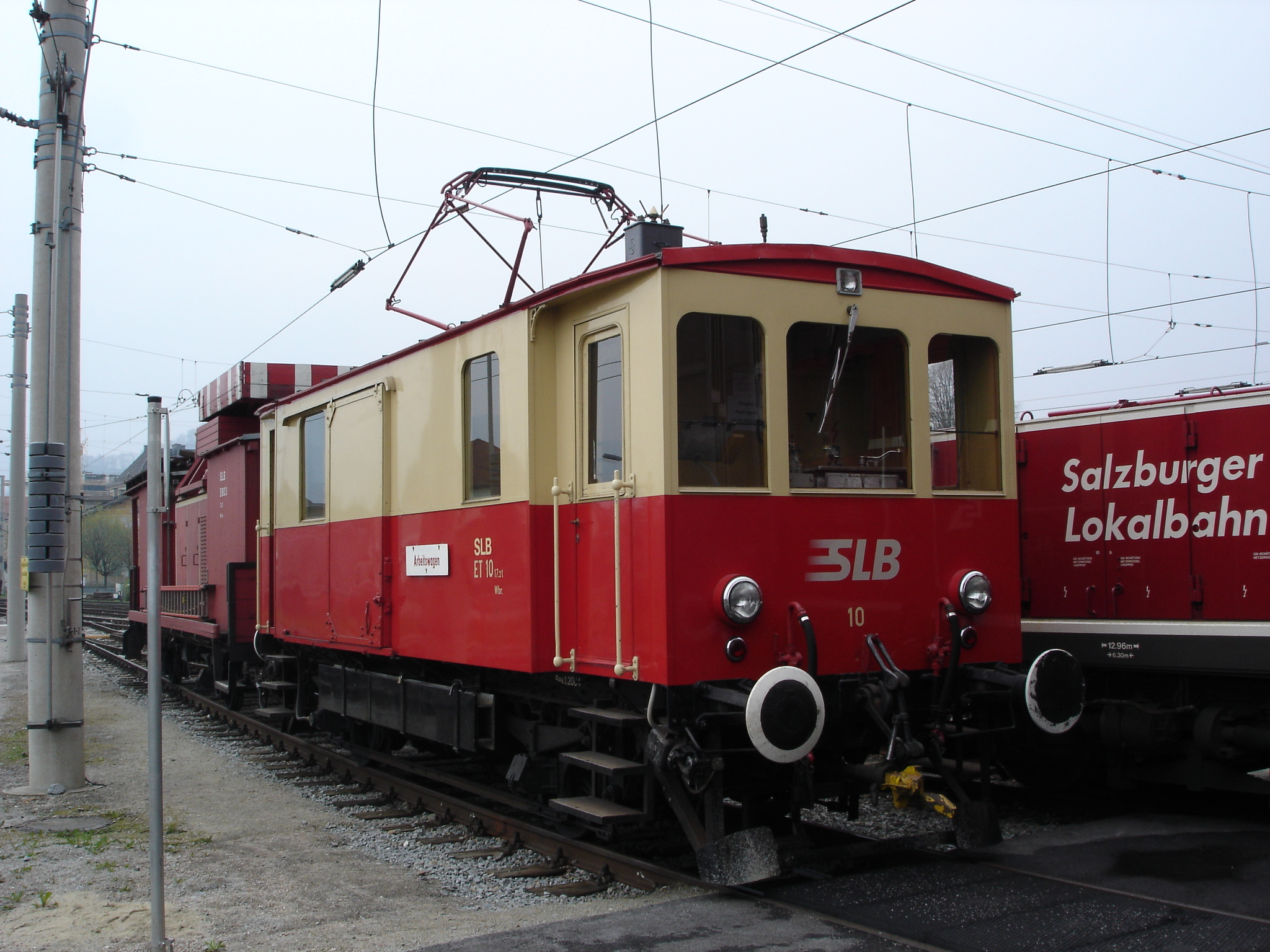
Rüstwagen ET 10, ehemals Gütertriebwagen MG I (1919)

| Triebfahrzeuge der Salzburger Eisenbahn- und Tramwaygesellschaft | Triebfahrzeuge der Salzburger Eisenbahn- und Tramwaygesellschaft | Triebfahrzeuge der Salzburger Eisenbahn- und Tramwaygesellschaft | Triebfahrzeuge der Salzburger Eisenbahn- und Tramwaygesellschaft | Triebfahrzeuge der Salzburger Eisenbahn- und Tramwaygesellschaft | Triebfahrzeuge der Salzburger Eisenbahn- und Tramwaygesellschaft                                          |
| Nummer und Name                                                  | Anzahl                                                           | Hersteller                                                       | Bauart                                                           | Baujahre                                                         | Bemerkungen                                                                                               |
| ---------------------------------------------------------------- | ---------------------------------------------------------------- | ---------------------------------------------------------------- | ---------------------------------------------------------------- | ---------------------------------------------------------------- | --- |
| 1–5                                                              | 5                                                                |                                                                  | B n2t                                                            | 1886–1887                                                        | |
| 6 „Gartenau“                                                     | 1                                                                | Krauss/Linz                                                      | B n2t                                                            | 1887                                                             | Im NTM in Prag ausgestellt                                                                                |
| 7–8 „Oberndorf“ und „Bürmoos“                                    | 2                                                                | Wr. Neustadt                                                     | B n2t                                                            | 1895                                                             | |
| 9 „Untersberg“                                                   | 1                                                                | Krauss/Linz                                                      | B n2t                                                            | 1901                                                             | ab 1920 Einsatz auf der Stieglbahn, 1925 ausgeschieden                                                    |
| 10 „Weitwörth“                                                   | 1                                                                | Weitzer/Arad                                                     | C n2t                                                            | 1901                                                             | ex MÀV Reihe 377, 1947 Werkslok Stickstoffwerke Linz                                                      |
| 11–12 „Hellbrunn“ und „Fürstenbrunn“                             | 2                                                                | Krauss/Linz                                                      | B n2t                                                            | 1902                                                             | Nr. 11 „Hellbrunn“, heute bei der Museumstramway Mariazell betriebsfähig                                  |
| 1–13                                                             | 13                                                               | MAN/Simmering/ÖSSW                                               | Bo ET                                                            | 1909–1911                                                        | Personentriebwagen, drei Fahrzeuge bei den SLB erhalten                                                   |
| MG I                                                             | 1                                                                | MAN                                                              | Bo ET                                                            | 1920                                                             | Gütertriebwagen, bei den SLB erhalten                                                                     |
| MG II                                                            | 1                                                                | Janisch/ÖSSW                                                     | Bo EL                                                            | 1921                                                             | Elektrolok für den Güterverkehr, 1980 verschrottet                                                        |
| MG III                                                           | 1                                                                | Janisch/GEBUS                                                    | B VT                                                             | 1925                                                             | benzinelektrischer Turmwagen, ehemals Lok 11 „Hellbrunn“, später Kriegsschaden, ex Werklok Paukerwerk SGP |
| TCi 1                                                            | 1                                                                | Simmering/GEBUS                                                  | VT                                                               | 1928                                                             | benzinelektrischer Triebwagen, 1944 Kriegsschaden                                                         |